# George Buck
Sir George Buck (1560-1622) foi um antiquário que trabalhou como Mestre de cerimônias para o Rei Jaime VI da Escócia e I de Inglaterra. Sir George descendia de Sir John Buck, partidário de Ricardo III de Inglaterra que havia sido executado depois da batalha de Bosworth. Foi Buck quem descobriu a cópia da ata do parlamento, Titulus Regius, que levou Ricardo ao trono. O encontrou na Croyland Chronicle, uma das fontes para sua History of King Richard III (História do Rei Ricardo III), publicada em 1619.